# Ellipes minuta
Ellipes minuta is een rechtvleugelig insect uit de familie Tridactylidae. De wetenschappelijke naam van deze soort is voor het eerst geldig gepubliceerd in 1862 door Scudder.